# I. Lajos flamand gróf
Dampierre v. Nevers-i Lajos (1304 – 1346. augusztus 25.) középkori flamand nemes, 1322-től Flandria és Nevers grófja, majd anyja halála után 1328-tól haláláig Rethel grófja.

## Élete
Apja I. Lajos nevers-i gróf (1272 – 1322. július 22.), anyja Johanna, Rethel grófnője (? - 1328). Apja halála után II. Lajos néven Nevers grófja. Nagyapja, III. Róbert flamand gróf őt nevezte meg örökösének és 1322-ben Flandria grófja lett. Anyjával együtt Rethel társuralkodója, majd 1328-tól egyedül viseli a Rethel grófja címet.
Még nagyapja, Róbert flamand gróf érte el, hogy Lajos feleségül vehesse V. Fülöp francia király lányát, Burgundi Margit hercegnőt, aki egyben Burgundia grófnője is volt. Lajos a francia királyi udvarban nevelkedett és igen jó kapcsolatokkal rendelkezett. 1322-ben Flandriába utazott, hogy elfoglalja a grófi trónt, mielőtt III. Róbert második házasságából származó nagybátyja, Róbert, megkaparintotta volna azt. V. Fülöp utóda, IV. Károly francia király 1323 januárjában börtönbe záratta, mivel részben ő volt a flamand grófok hűbérura és nem hagyta jóvá, hogy Lajos örökölje Flandriát. Csak azután szabadult, hogy a párizsi parlament is elismerte Flandria grófjának.
IV. Károly elérte, hogy Lajos béküljön ki az hainaut-i grófokkal, akikkel még dédapja, Guy de Dampierre uralkodása idején vesztek össze a flamand grófok: Lajos lemondott Zeeland grófsággal szemben követeléséről, míg I. Vilmos hainaut-i gróf lemondott a flamand grófság felé fennálló követeléséről.

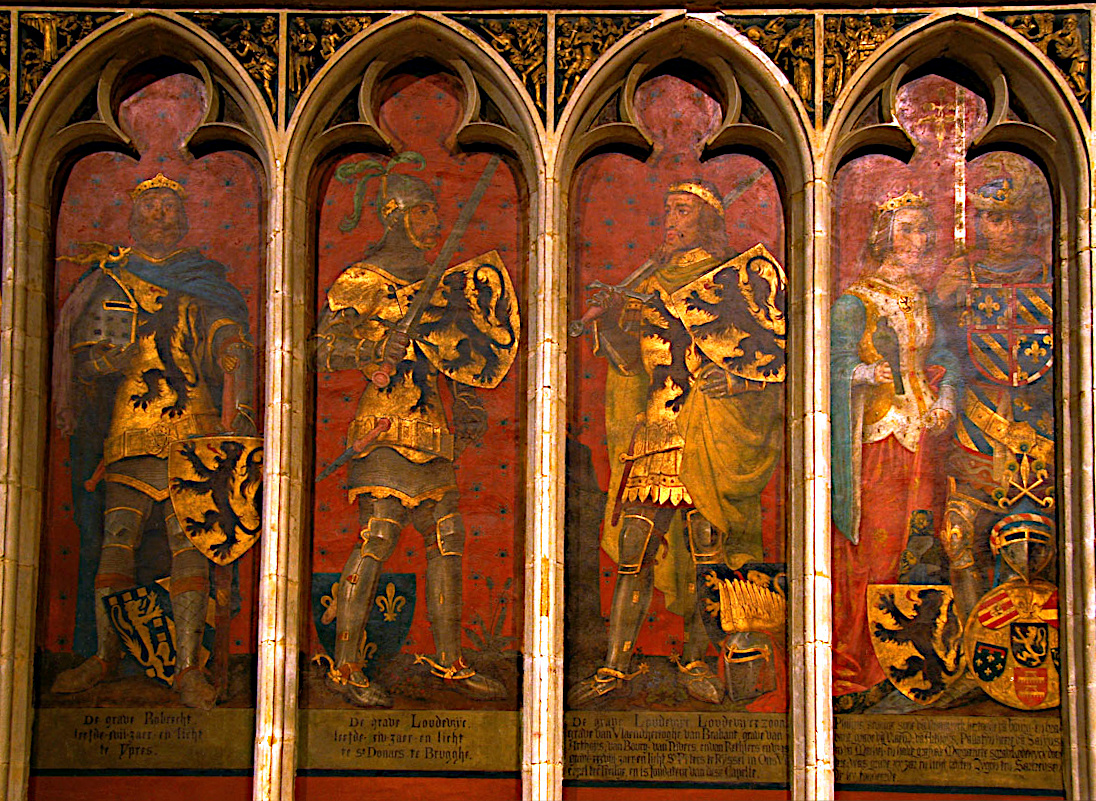
Lajos és családja, a Dampierre-házból származó flamand grófok (balról jobbra): III. Róbert, I. Lajos, II. Lajos, III. Margit és férje, II. Fülöp burgundi herceg

A kiegyezés ellenére Lajos idegen maradt a flamandok szemében, aminek összetett okai voltak: a francia királyi udvarban nevelkedett és közelebb állt hozzá a francia kultúra, mint a flamand. Lajos sokat tartózkodott a nevers-i grófságban, ahol jobban fennállt a hagyományos feudális rend, mint Flandriában, ahol a városok polgárainak és kereskedőinek sokkal nagyobb önállósága volt.
1323-ban átadta nagybátyjának, I. János namuri grófnak Sluis kikötőjét, mire a szomszédos Brugge városban felkelés tört ki és a brugge-i polgárok felégették a rivális kikötőt. A Lajos iránti ellenszenv olyan mértékű volt, hogy Nicolaas Zannekin vezetésével fellázadtak a flamandok és elfoglalták Nieuwpoort, Veurne, Ypern és Kortrijk városokat. Kortrijk elfoglalásakor, 1324. június 19-én Lajost is foglyul ejtették kísérőivel, akiket röviddel ezután kivégeztek. Lajos rabsága alatt János namuri grófot nevezték ki régensnek Flandriába. Lajos 1325 novemberében szabadult ki IV. Károly francia király közbenjárására. A gróf és a lázadók rövid életű békét kötöttek, de Lajosnak hamarosan menekülnie kellett és Károlytól kellett segítséget kérnie a lázadás leveréséhez. 1328-ban a casseli csatában a franciák döntő vereséget mértek Zannekin seregére.
1337-ben a százéves háború kitörésekor Lajos hű maradt VI. Fülöp francia királyhoz, aki azt követelte, hogy a flamand flotta szálljon szembe az angolokkal. Ez a flamand városok angol kereskedelmi blokádjához, a szigetországi gyapjúszállítmányok leállításához és újabb felkeléshez vezetett; ezt Artevelde Jakab vezette. A felkeléshez később csatlakozott Brugge és Ypres is. 1138. április 11-én a gentiek sikerrel szálltak szembe a francia királyi sereggel, majd április 23-án a biervliet-i kastély közelében a grófi sereget is legyőzték, és 1338 nyarán Lajosnak ismét menekülnie kellett Flandriából. Távolléte alatt a lázadók szövetséget kötöttek az angolokkal. III. Eduárd angol király 1340. január 26-án bevonult Gentbe, és ott francia királlyá kiáltották ki.
1345-bem Arteveldét Gentben megölték, és Lajos megkísérelte a visszatérést: Dendermonde városába tette székhelyét, de a gentiek hamarosan ismét elüldözték.
Lajos 1346-ban a crécyi csatában esett el. A győztes III. Eduárd Lajost Saint-Riquier apátságban temette el. Fia és örököse, II. Lajos flamand gróf átvitette maradványait Bruggébe, ahol a Szt. Donát-templomban temették újra.

## Családja és leszármazottai
Felesége (1320. július 22.) Burgundi Margit francia királyi hercegnő, V. Fülöp francia király lánya (1309 - 1382), Burgundia és Artois grófnője. Lajosnak és Margitnak csak egy fia született:
- Male-i Lajos (1330 - 1383),[3] aki 1346-ban II. Lajos néven örökölte a flamand grófságot.

A feljegyzések szerint Lajosnak kilenc törvénytelen gyermeke született számos szeretőjétől.

## Fordítás
- Ez a szócikk részben vagy egészben  a   Louis I, Count of Flanders című angol Wikipédia-szócikk fordításán alapul.  Az eredeti cikk szerkesztőit annak laptörténete sorolja fel. Ez a jelzés csupán a megfogalmazás eredetét és a szerzői jogokat jelzi, nem szolgál a cikkben szereplő információk forrásmegjelöléseként.